# منطقه انتقالی شکننده و انعطاف‌پذیر

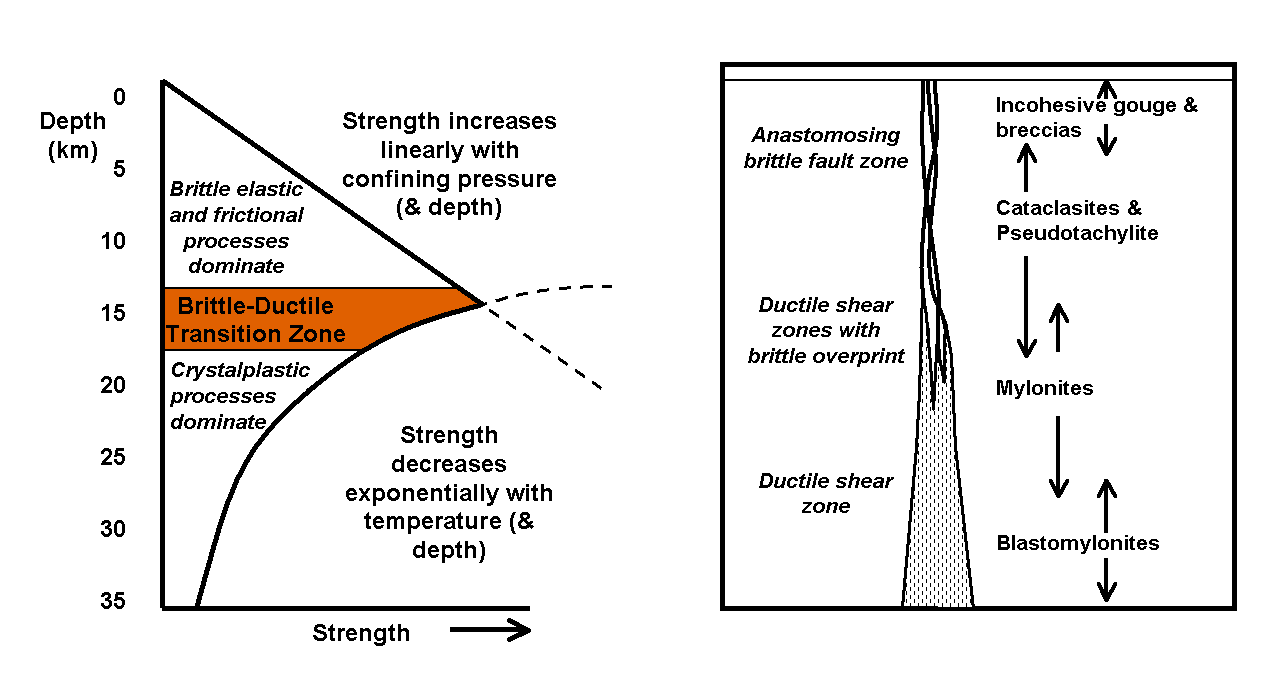
تنوع استحکام با عمق پوسته قاره‌ای و تغییر در مکانیسم‌های تغییر شکل غالب و سنگ‌های گسل در یک منطقه گسل عمودی مفهومی.

منطقه شکننده-انعطاف پذیر انتقالی قوی‌ترین قسمت پوسته‌ی زمین است. برای سنگ‌های غنی کوارتز و فلدسپات در پوسته قاره‌ای این پدیده در عمق تقریبی 13-18 کیلومتر رخ می‌دهد (تقریباً معادل بازه دمایی  (250-400) درجه سانتیگراد). در این عمق، احتمال شکستگی سنگ کمتر می‌شود و احتمال تغییر شکل پذیری به علت خزش بیشتر می‌شود. این اتفاق به این علت روی می‌دهد که استحکام شکنندگی یک ماده با فشار محصور افزایش می‌یابد، در حالی که با افزایش دما مقاومت چگالی یک ماده کاهش می‌یابد. 
منطقه انتقال در سطح پوسته اتفاق می‌افتد که در آن قدرت استحکام شکننده رو به پایین با استحکام انعطاف پذیر رو به بالا برابری می‌کند و مشخصات مقاومت پوسته "اره دندان" را نشان می‌دهد. بنابراین این منطقه قوی‌ترین قسمت پوسته و عمق زمین‌لرزه‌های بسیاری است. سطح منطقه انتقال به هر دو میزان کرنش و گرادیان دما بستگی دارد، برای تغییر شکل آهسته و/یا جریان گرما زیاد، کم عمق‌تر و برای تغییر شکل سریع و/یا جریان گرما کم، عمیق‌تر می‎‌باشد. ترکیب پوسته همچنین روی عمق رخ دادن این منطقه تأثیر خواهد گذاشت. 
بخش هایی از مناطق گسل که زمانی در منطقه گذار فعال بودند و اکنون در سطح آن قرار دارند، معمولاً دارای یک نوع پیچیدگی از انواع سنگ‌های شکننده و قابل انعطاف هستند. کاتاکالیست یا سودومیزه برنجی با سنگ میلونیت، به عنوان کاتاکلاسیت ها و  سودومیزه های تغییر شکل پذیر شایع هستند.  